# Hugeburc

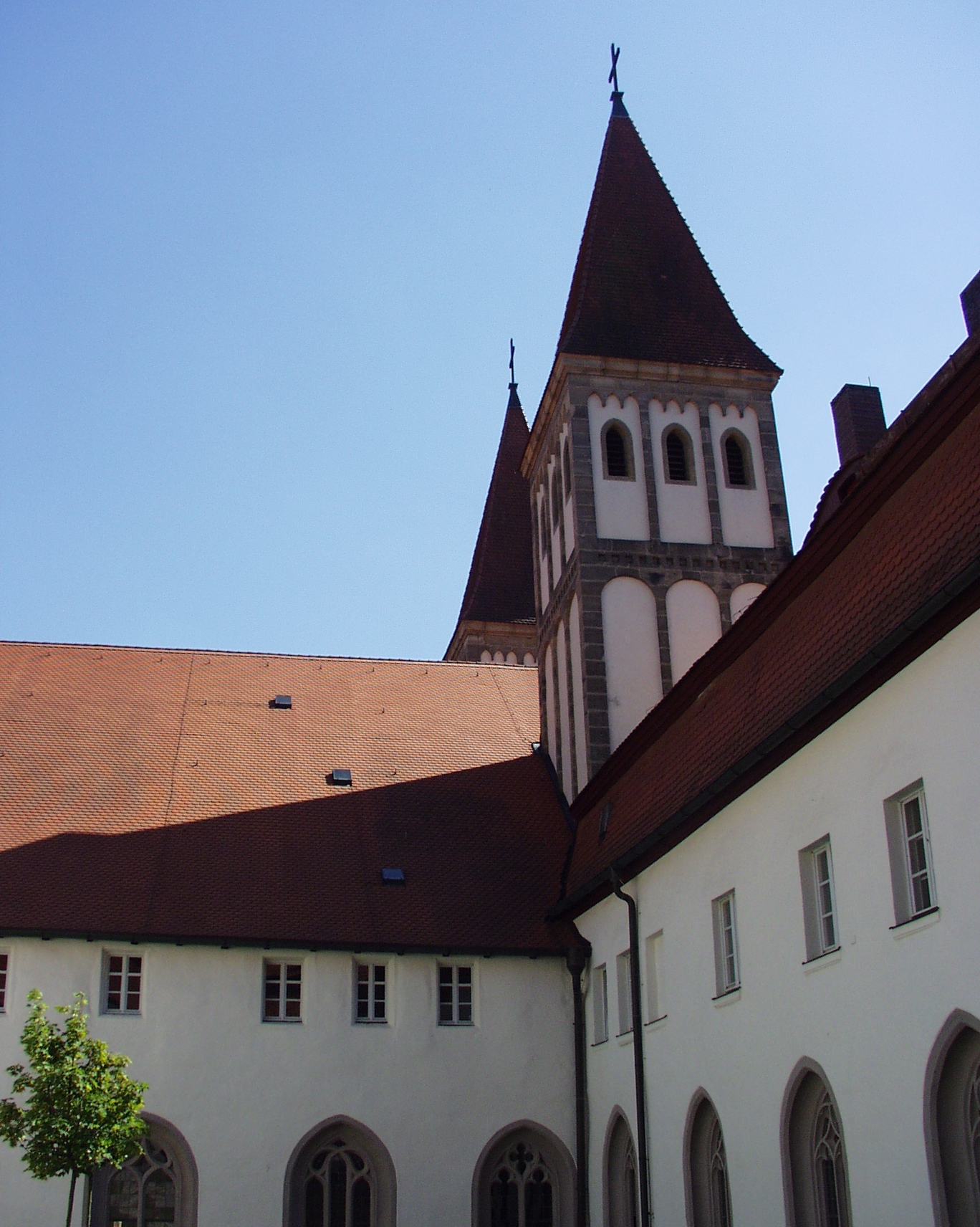
Kloster Heidenheim

Hugeburc (* mutmaßlich in den Jahren 730 bis 740 im südenglischen Wessex; † unbekannt) war eine Nonne im Gefolge der heiligen Walburga. Sie verfasste die Viten des heiligen Willibald von Eichstätt und des heiligen Wunibald, aus deren Familie sie stammte. Diese beiden Viten sind die wichtigsten frühmittelalterlichen Quellen für das Bistum Eichstätt.

## Leben und Wirken
Hugeburc kam kurz nach dem Tod des heiligen Wunibald († 18. Dezember 761) im Gefolge der heiligen Walburga über Antwerpen nach Heidenheim (Mittelfranken). Dort wurde sie Augenzeugin der Wunder, die sich bei der Beisetzung des heiligen Wunibald ereigneten.
Hugeburc trat in das von der heiligen Walburga geleiteten Doppelkloster in Heidenheim ein. Am 23. Juni 778 hörte sie die Erzählung des heiligen Willibald über seine Pilgerreise in das Heilige Land, die sie anschließend in der Vita des heiligen Willibald festhielt. Nach der Vita Willibaldi schrieb Hugeburc die Vita des hl. Wunibald nieder.
Die Vita Willibaldi zeichnet die Pilgerreise nach, die Willibald durch große Teile der damals bekannten Welt führte: Südengland, das Langobardenreich, Rom, Wallfahrtsstätten in Kleinasien und Syrien, die heiligen Stätten Palästinas, Konstantinopel, Monte Cassino, Bayern, Fränkisches Reich. Die Vita Wynnebaldi schildert Wunibalds Leben und die Wunder, die sich an dessen Grab ereigneten. Als Quellen für diese Vita gibt Hugeburc Walburga an, außerdem Verwandte, Freunde, Schüler und Diener Wunibalds, sowie sich selbst als Augenzeugin der Wunder.
  Aus den Viten spricht Hugeburcs Verehrung für die beiden Heiligen. Sich selbst beschrieb sie mit demütigen Worten und verweist auf die Schwachheit ihres Geschlechts und ihrer Jugend. Ebenfalls Ausdruck dieser Bescheidenheit könnte sein, dass sie ihre Verfasserschaft verborgen hat. Erst 1931 wurden einige rätselhafte Zeilen entschlüsselt, die in einer frühen Handschrift aus dem späten 8. oder frühen 9. Jahrhundert zwischen der Vita Wynnebaldi und der anschließenden Willbalds-Vita stehen. In späteren Handschriften wurde dieser Text wahrscheinlich wegen seiner Unverständlichkeit weggelassen.
Die vier Zeilen lauten: 

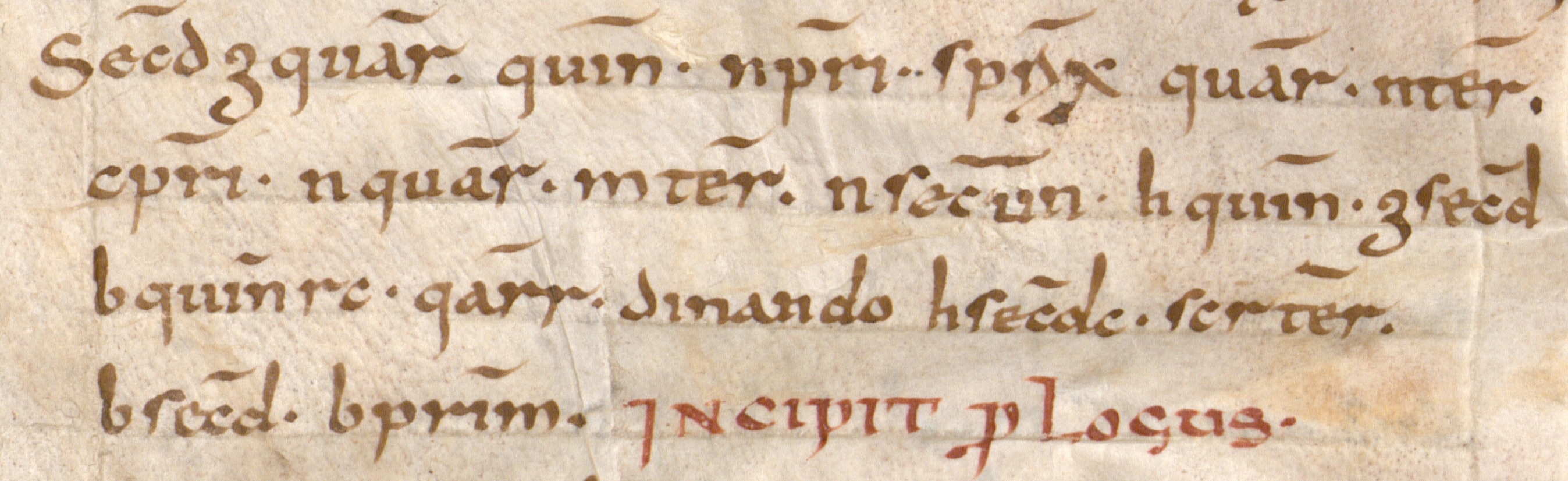
Ausschnitt aus clm 1086, fol. 71v

Secdg quar. quin. npri. sprix quar. nter. 

cpri. nquar. mter. nsecun. hquin. gsecd 

bquinrc. qarr. dinando. hsecdc. scrter. 

bsecd. bprim.
Statt der Vokale sind hier lateinische Ordnungszahlen, noch dazu abgekürzt, eingefügt, die Konsonanten aber geschrieben. So steht "pri" (= 1.) für "a", "secd" (= 2.) für "e", "ter" (= 3.) für "i", "quar" (= 4.) für "o" und "quin" (= 5.) für "u".
Es ergibt sich im lateinischen Text folgende Lesart: 

Ego una Saxonica nomine Hugeburc ordinando hec scribebam. 

„Ich, eine aus dem Sachsenstamme, namens Hugeburc, habe der Ordnung nach dies geschrieben.“

## Sonstiges
Judy Chicago widmete ihr eine Inschrift auf den dreieckigen Bodenfliesen des Heritage Floor ihrer Installation The Dinner Party. Die mit dem Namen Hygeburg beschrifteten Porzellanfliesen sind dem Platz mit dem Gedeck für Hrotsvit zugeordnet.